# Binga
Los binga, también llamados en su forma plural babinga, son los pueblos pigmeos situados al oeste del África Central en el territorio de las naciones Camerún, República del Congo, Centroáfrica y Gabón. Se les denomina también mbenga, bambenga o babinda, pero babinga es el término más usado. En el Congo se usa bambenga como un término genérico y sinónimo de pigmeo.
Al igual que otros pigmeos habitan el bosque lluvioso tropical y mantienen diversas relaciones con esta naturaleza selvática. La mayoría siguen llevando una vida tradicionalmente nómada, cazando y recolectando por el bosque durante la mayor parte del año y viviendo en campamentos semipermanentes junto a sus vecinos los bantúes durante el resto del año. A cambio de las bananas, el macabo y la mandioca que les dan los agricultores bantús (alimentos no esenciales, pero muy apreciados), los babinga les ofrecen la carne y la miel que obtienen del bosque.
Armados con ballestas, lanzas o algún que otro fusil, se lanzan a la caza: desde pequeños antílopes hasta animales grandes, como elefantes, cerdos salvajes y gorilas. Su economía se sostiene en aquellos artículos que pueden ser obtenidos, fabricados y desechados instantáneamente. Los instrumentos musicales, las cuerdas, los recipientes para recoger frutos o miel, los materiales para sus chozas y las medicinas deben obtenerlas de los alrededores.

## Origen

### Lingüística
Los babinga son un grupo culturalmente homogéneo pero lingüísticamente heterogéneo. Comparando lenguas aka y baka, se encuentra un vocabulario común a pesar de las diferencias; en especial en áreas relacionadas con la caza y recolección. Esto permite deducir la existencia de un lenguaje común denominado baakaa, en el cual está en reconstrucción.

### Genética
Genéticamente, los babinga serían los pigmeos con el origen más antiguo, pues son extremadamente divergentes de todas las demás poblaciones humanas. Ellos representan la divergencia más antigua después de la de los khoisán y habrían colonizado el África Central hace más de 70.000 años. El análisis de ADN revela que los babinga tienen mayormente una ascendencia matrilineal L1 (ADNmt) y patrilineal B (ADN-Y), mostrando poca influencia de otras poblaciones africanas.

## Grupos

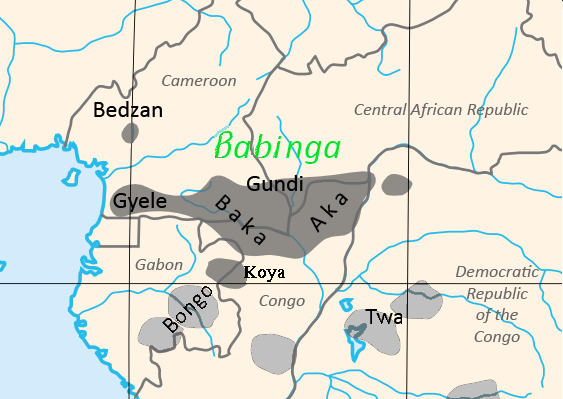
Los babinga en África (en color oscuro).

- Aka/biaka: Llamados también yaka/bayaka, yaga/bayaga, beká, yakwa, yakpa, etc. situados en República del Congo y República Centroafricana y hablan lenguas bantúes relacionadas con el idioma lingala.
  - Mbenzelé/babenzelé (Aka del Oeste)
  - Basese (Aka del Este)
- Baka/bibaya: Están en Camerún, Gabón, República del Congo y República Centroafricana, hablan lenguas ubangi de tipo ngbaka.
  - Baka propiamente
  - Ganzi
  - Gundi o ngondi
- Gyele/bagyeli, Kola/bakola, bako, likoya, se ubican al Sur de Camerún y hablan lenguas bantúes como el Ngoumba, del tipo Makaa-Njem.
- Koya/bakoya: Viven en la República del Congo y frontera con Gabón. El idioma koya es una lengua bantú relacionada con el ungom.[5]
- Bedzan o medzan: Son del Camerún central y su idioma es bantoide no-bantú.
  - Bedzan propiamente
  - Tikar